# Jose Serofia Palma

Jose Serofia Palma

Jose Serofia Palma  (sinh 1950) là một giám mục người Philippines của Giáo hội Công giáo Rôma. Ông hiện là Tổng giám mục chính tòa Tổng giáo phận Cebu và nguyên là Tổng giám mục Tổng giáo phận Palo, Giám mục chính tòa Giáo phận Calbayog và Chủ tịch Hội đồng Giám mục Philippines.

## Tiểu sử
Tổng giám mục Palma sinh ngày 19 tháng 3 năm 1950, tại Dingle, Philippines. Sau quá trình tu học dài hạn tại các chủng viện theo quy định của Giáo luật, ngày 21 tháng 8 năm 1976, ở tuổi 26, Phó tế Palma tiến đến việc được truyền chức linh mục, trở thành linh mục đoàn Tổng giáo phận Jaro.
Với trên hai mươi năm kinh nghiệm mục vụ trong sứ vụ linh mục, ngày 28 tháng 10 năm 1997, Tòa Thánh loan báo tin tức chọn linh mục Jose Serofia Palma làm Giám mục Phụ tá Tổng giáo phận Cebu với Hiệu tòa Vazari-Didda. Ngày 13 tháng 1 năm 1998, lễ tấn phong cho vị giám mục tân cử đã được cử hành. Ba giáo sĩ tham dự vào nghi thức tấn phong, gồm chủ phong là Tổng giám mục Gian Vincenzo Moreni, Sứ thần Tòa Thánh tại Philippines. Hai vị khác phụ phong là Tổng giám mục Alberto Jover Piamonte từ Tổng giáo phận Jaro và Tổng giám mục của Davao Fernando Robles Capalla. Tân giám mục chọn cho mình châm ngôn:Non nobis Domine.
Một năm sau ngày tấn phong, ngày 13 tháng 1 năm 1999, Tòa Thánh quyết định thuyên chuyển Giám mục Palma về làm Giám mục chính tòa Giáo phận Calbayog. Vị giám mục đến nhận nhiệm sở mới sau đó vào ngày 9 tháng 3.
Bảy năm sau, ngày 18 tháng 3 năm 2006, Tòa Thánh loan báo tuyển chọn Giám mục Palma, thăng lên chức Tổng giám mục CHính tòa Tổng giáo phận Palo. Tân Tổng giám mục cũng đã đến đây nhận nhiệm sở vào ngày 2 tháng 5 cùng năm. Ngày 15 tháng 10 năm 2010, Tòa Thánh thuyên chuyển Tổng giám mục Palma làm Tổng giám mục Tổng giáo phận Cebu. Ông đã đến đây nhận nhiệm sở vào dịp kỉ niệm ngày được tấn phong Giám mục, ngày 13 tháng 1 năm 2011. Ngày 1 tháng 12 cùng năm, các giám mục Philippines họp đại hội, nhất trí bầu Tổng giám mục Palma làm Chủ tịch Hội đồng Giám mục Philippines, viết tắt là C.B.C.P. Ông rời khỏi chức danh này vào hai năm sau đó vào ngày 1 tháng 12 năm 2013.